# Nogometni kup FBiH 2019./20.
Nogometni kup Federacije BiH za sezonu 2019./20. je igran u dva kruga u kolovozu i rujnu 2019. godine. Dvanaest pobjednika susreta drugog kruga se kvalificiralo u šesnaestinu završnice Kupa BiH.

## Sudionici
U kupu FBiH sudjeluje 32 kluba i to:
- 16 klubova – članova Prve lige BiH, ulaze u ntjecanje u drugom krugu
- 10 pobjednika županijskih (kantonalnih) kupova županija Federacije BiH (za ovu sezonu nije sudjelovala momčad iz Bosansko-podrinjske županije)[1]
- 6 finalista županijskih kupova (iz šest županija koje imaju veći broj registriranih klubova)

| županija | 1. Liga FBiH 2019./20.                                                  | preko županijskih kupova                    |
| --- | ----------------------------------------------------------------------- | ------------------------------------------- |
| Bosansko-podrinjska | Goražde                                                                 | ↓BP                                         |
| Hercegbosanska |                                                                         | Tomislav Tomislavgrad                       |
| Hercegovačko-neretvanska | Čapljina GOŠK Gabela Igman Konjic                                       | Klis Butorović Polje Neum                   |
| Posavska | Orašje                                                                  | Napredak Matići                             |
| Sarajevska | Olimpik Sarajevo Radnik Hadžići                                         | Igman Ilidža (Sarajevo)                     |
| Središnja Bosna | Metalleghe BSI Jajce Travnik                                            | Fojnica Rudar Han Bila                      |
| Tuzlanska | Bratstvo Gračanica Budućnost Banovići Slaven Živinice Zvijezda Gradačac | Bosna Mionica Svatovac Poljice              |
| Unsko-sanska | Jedinstvo Bihać                                                         | Krajina Cazin                               |
| Zapadnohercegovačka |                                                                         | Ljubuški                                    |
| Zeničko-dobojska | Rudar Kakanj TOŠK Tešanj                                                | Mladost Župča ↓SAR Moševac Stupčanica Olovo |
| Brčko Distrikt |                                                                         | Dizdaruša Brčko ↓POS                        |
| |                                                                         |                                             |
| ↑BP – predstavnik kupa Bosansko-podrinjske županije odustao ↑POS – plasirali se preko kupa Posavske županije ↑SAR – plasirali se preko kupa Sarajevske županije |                                                                         |                                             |

## Rezultati

### Prvo kolo
Igrano 28. kolovoza 2019.

| par                                            | rezultat | napomene |
| ---------------------------------------------- | -------- | -------- |
| Fojnica – Krajina Cazin                        | 0:3      |          |
| Rudar Han Bila – Tomislav Tomislavgrad         | 3:1      |          |
| Napredak Matići – Svatovac Poljice             | 1:0      |          |
| Dizdaruša Brčko – Bosna Mionica                | 4:1      |          |
| Neum – Ljubuški                                | 1:6      |          |
| Mladost Župča – Stupčanica Olovo               | 1:6      |          |
| Klis Butorović Polje – Igman Ilidža (Sarajevo) | 2:1      |          |
| Moševac                                        | slobodni | slobodni |

### Drugo kolo
Igrano 11. rujna 2019.

| par                                   | rezultat       | napomene                                        |
| ------------------------------------- | -------------- | ----------------------------------------------- |
| Dizdaruša Brčko – Zvijezda Gradačac   | 1:3            |                                                 |
| Napredak Matići – Orašje              | 0:3            |                                                 |
| Moševac – TOŠK Tešanj                 | 1:5            |                                                 |
| Klis Butorović Polje – GOŠK Gabela    | 0:4            |                                                 |
| Jedinstvo Bihać – Krajina Cazin       | 3:0            |                                                 |
| Ljubuški – Čapljina                   | 7:0            |                                                 |
| Rudar Han Bila – Travnik              | 2:3            |                                                 |
| Stupčanica Olovo – Budućnost Banovići | 0:1            |                                                 |
| Igman Konjic – Radnik Hadžići         | 1:3            |                                                 |
| Bratstvo Gračanica – Slaven Živinice  | 2:0            |                                                 |
| Olimpik Sarajevo – Goražde            | 3:1            |                                                 |
| Metalleghe BSI Jajce – Rudar Kakanj   | 1:1 (4:5 11 m) | "Rudar" prošao boljim izvođenjem jedanaesteraca |

## Unutrašnje poveznice
- Nogometni kup Federacije BiH

## Vanjske poveznice
- Nogometni savez Federacije BiH